# 药念
药念（양념 / 약념）又稱為藥念醬，常譯作洋釀，是韓國料理中混合作料的总称，一般呈現紅色，並在其中加有大量唐辛子，依據做法不同可以有鹹味、酸味、中和三種不同口感，在韓國烤肉、醃漬螃蟹和各式泡菜中被大量使用。
「药念」的名称基于药食同源思想。